# رزا پیانتا
رُزا پیانتا (ایتالیایی: Rosa Pianeta؛ زادهٔ ۲۳ سپتامبر ۱۹۵۵) بازیگر اهل ایتالیا است.
از فیلم‌ها یا مجموعه‌های تلویزیونی که وی در آن‌ها نقش داشته است، می‌توان به مارشال روکا، حوزه استحفاظی، پدر ماتئو، جایی در آفتاب، جنایت‌های غیرحرفه‌ای، واحد ضد مافیا، حریم شکسته، یک پزشک در خانواده، گناه و شرم و شیفته اشاره نمود.